# Lovaglás a 2020. évi nyári olimpiai játékokon
A 2020. évi nyári olimpiai játékokon a lovaglásban hat versenyszámot rendeztek meg, július 24. és augusztus 7. között.

## Éremtáblázat
(A táblázatokban a rendező nemzet sportolói eltérő háttérszínnel, az egyes számoszlopok legmagasabb értéke vagy értékei vastagítással kiemelve.)
| A 2020. évi nyári olimpiai játékok éremtáblázata lovaglásban | A 2020. évi nyári olimpiai játékok éremtáblázata lovaglásban | A 2020. évi nyári olimpiai játékok éremtáblázata lovaglásban | A 2020. évi nyári olimpiai játékok éremtáblázata lovaglásban | A 2020. évi nyári olimpiai játékok éremtáblázata lovaglásban | Olimpia  |
| ------------------------------------------------------------ | ------------------------------------------------------------ | ------------------------------------------------------------ | ------------------------------------------------------------ | ------------------------------------------------------------ | -------- |
|                                                              | Ország                                                       | Arany                                                        | Ezüst                                                        | Bronz                                                        | Összesen |
| 1.                                                           | Németország (GER)                                            | 3                                                            | 1                                                            | 0                                                            | 4        |
| 2.                                                           | Nagy-Britannia (GBR)                                         | 2                                                            | 1                                                            | 2                                                            | 5        |
| 3.                                                           | Svédország (SWE)                                             | 1                                                            | 1                                                            | 0                                                            | 2        |
|                                                              |                                                              |                                                              |                                                              |                                                              |          |
| 4.                                                           | Egyesült Államok (USA)                                       | 0                                                            | 2                                                            | 0                                                            | 2        |
| 5.                                                           | Ausztrália (AUS)                                             | 0                                                            | 1                                                            | 1                                                            | 2        |
| 6.                                                           | Belgium (BEL)                                                | 0                                                            | 0                                                            | 1                                                            | 1        |
| 6.                                                           | Franciaország (FRA)                                          | 0                                                            | 0                                                            | 1                                                            | 1        |
| 6.                                                           | Hollandia (NED)                                              | 0                                                            | 0                                                            | 1                                                            | 1        |
|                                                              |                                                              |                                                              |                                                              |                                                              |          |
| Összesen                                                     | Összesen                                                     | 6                                                            | 6                                                            | 6                                                            | 18       |

## Érmesek
| A 2020. évi nyári olimpiai játékok érmesei lovaglásban | | | |
| Versenyszám                                            | Arany | Ezüst | Bronz |
| Díjlovaglás egyéni                                     | Jessica von Bredow-Werndl (TSF Dalera) · Németország (GER)                                                                    | Isabell Werth (Bella Rose 2) · Németország (GER)                                                                               | Charlotte Dujardin (Gio) · Nagy-Britannia (GBR)                                                                              |
| Díjlovaglás csapat                                     | Németország (GER) · Jessica von Bredow-Werndl (TSF Dalera) · Dorothee Schneider (Showtime Frh) · Isabell Werth (Bella Rose 2) | Egyesült Államok (USA) · Sabine Schut-Kery (Sanceo) · Adrienne Lyle (Salvino) · Steffen Peters (Suppenkasper)                  | Nagy-Britannia (GBR) · Charlotte Fry (Everdale) · Carl Hester (En Vogue) · Charlotte Dujardin (Gio)                          |
| Díjugratás egyéni                                      | Ben Maher (Explosion W) · Nagy-Britannia (GBR)                                                                                | Peder Fredericson (All In) · Svédország (SWE)                                                                                  | Maikel Van Der Vleuten (Beauville Z) · Hollandia (NED)                                                                       |
| Díjugratás csapat                                      | Svédország (SWE) · Henrik von Eckermann (King Edward) · Malin Baryard-Johnsson (Indiana) · Peder Fredericson (All In)         | Egyesült Államok (USA) · Laura Kraut (Baloutinue) · Jessica Springsteen (Don Juan van de Donkhoeve) · McLain Ward (Contagious) | Belgium (BEL) · Pieter Devos (Claire Z) · Jérôme Guery (Quel Homme de Hus) · Grégory Wathelet (Nevados S)                    |
| Lovastusa egyéni                                       | Julia Krajewski (Amande de B'Neville) · Németország (GER)                                                                     | Tom McEwen (Toledo de Kerser) · Nagy-Britannia (GBR)                                                                           | Andrew Hoy (Vassily de Lassos) · Ausztrália (AUS)                                                                            |
| Lovastusa csapat                                       | Nagy-Britannia (GBR) · Laura Collett (London 52) · Tom McEwen (Toledo de Kerser) · Oliver Townend (Ballaghmore Class)         | Ausztrália (AUS) · Kevin McNab (Don Quidam) · Andrew Hoy (Vassily de Lassos) · Shane Rose (Virgil)                             | Franciaország (FRA) · Nicolas Touzaint (Absolut Gold) · Karim Laghouag (Triton Fontaine) · Christopher Six (Totem de Brecey) |